# Finn Wittrock
Peter L. Wittrock Jr. (född 28 oktober 1984), känd som Finn Wittrock, är en amerikansk skådespelare och manusförfattare som började sin karriär i gästroller i flera tv-program. Han gjorde sin filmdebut 2004, i Halloweentown High innan han återvände till filmen Twelve 2010. Efter att ha studerat teater på The Juilliard School var han stammis i såpoperan All My Children från 2009 till 2011, samtidigt som han spelade i flera teateruppsättningar. 2011 uppträdde han i dramatikern Tony Kushners Off-Broadway-pjäs The Illusion och gjorde sin Broadwaydebut 2012 som Happy Loman i återupplivandet av Arthur Millers pjäs En handelsresandes död, regisserad av Mike Nichols.
2014 fick han uppmärksamhet för sina roller i filmerna The Normal Heart, Noah och Unbroken, och fick en Primetime Emmy Award-nominering för sin roll som Dandy Mott i FX-serien American Horror Story: Freak Show. 2015 porträtterade han modellen Tristan Duffy och skådespelaren Rudolph Valentino i American Horror Story: Hotel och var med i drama- och komedifilmen The Big Short. 2016 gästspelade Wittrock som Jether Polk i American Horror Story: Roanoke och spelade Greg i Damien Chazelles La La Land. 2018 porträtterade han mordoffret Jeffrey Trail i FX-kriminaldramaserien The Assassination of Gianni Versace: American Crime Story som han fick en andra Emmy-nominering för. I sitt sjunde samarbete med Ryan Murphy spelade Wittrock seriemördaren Edmund Tolleson i Netflix-serien Ratched (2020).

## Tidigt liv
Wittrock föddes i Lenox, Massachusetts, son till Kate Claire Crowley, professor i arbetsterapi vid University of Southern California, och Peter L. Wittrock, en skådespelare. Han har en yngre bror, Dylan. Som barn växte han upp på Shakespeare & Company-teatern, där hans far arbetade, och var ofta "pageboy" eller budbärare. Som tonåring gick han på Los Angeles County High School for the Arts, där han skulle skådespela, göra filmer och vara en del av rörelseklasser för skådespelare. Efter examen från high school blev han antagen till Juilliard School, men tackade nej till dem i hopp om att få arbete i Los Angeles.
Wittrock skådespelade i vissa avsnitt för TV, men skulle ofta möta avslag. Han provspelade för Juilliard nästa år och blev antagen igen. Han gick på skolan, där han var medlem i dramadivisionens 37:de grupp (2004–2008). Han var en aktiv deltagare på dramaavdelningen och spelade i flera teateruppsättningar. Han vann också Juilliard Journal Award, som ett erkännande för hans enastående bidrag till Juilliards tidning, The Juilliard Journal; och var mottagare av dramadivisionens Stephanie Palmer McClelland-stipendium. Han tog kandidatexamen 2008.

## Karriär
I slutet av high school dök Wittrock upp i gästspel i polis-serien Cold Case och sjukhusdramat Cityakuten. Han gjorde också ett framträdande på CSI: Miami och i Disney Channels originalfilm Halloweentown High (2004) under sin tid på dramaskolan. Efter examen från Juilliard porträtterade han Romeo i Washington, D.C.s regionala teater, Shakespeare Theatre Companys uppsättning av Romeo och Julia, samt spelade rollen som Eugene Marchbanks i uppsättningen av Candida på Berkshire Theatre Festival 2008. Han porträtterade senare Damon Miller i den långvariga serien All My Children från 2009 till 2011, Troilus i Off-Broadway-pjäsen The Age of Iron 2009, och medverkade i tonårsdramafilmen Twelve 2010.
2011 spelade Wittrock i Off-Broadway-pjäsen The Illusion av den berömda dramatikern Tony Kushner. Regissören Mike Nichols kom för att se pjäsen och sa senare till Wittrock att provspela för producenten Scott Rudin inför deras kommande återupplivande av Arthur Millers En handelsresandes död. Han fick rollen som Harold "Happy" Loman och gjorde sin Broadwaydebut 2012. Den Nichols-regisserade pjäsen vann Tony Award för bästa återupplivande av en pjäs och Wittrock vann en Theatre World Award och Clarence Derwent Award för mest lovande manliga skådespelare. Senare samma år spelade han i en produktion av The Deep Blue på Williamstown Theatre Festival i regi av Bob Balaban. Han medverkade också i serier som Harry's Law, Criminal Minds och spelade rollen som gigolo Chance Wayne i den David Cromer-regisserade produktionen av Tennessee Williams pjäs Ungdoms ljuva fågel på The Goodman Theatre.
2013 spelade han huvudrollen i pjäsanpassningen av filmen The Guardsman på The Kennedy Center, regisserad av Gregory Mosher. Han gästspelade också i Law & Order: Special Victims Unit och i flera avsnitt av serien Masters of Sex.
2014 samarbetade Wittrock för första gången med regissören Ryan Murphy i HBO-filmen The Normal Heart, baserad på pjäsen med samma namn. Han medverkade också i filmerna Winter's Tale och regissören Darren Aronofskys Noah, och spelade en ung Tubal-cain. Därefter samarbetade han med Murphy och spelade den rika Dandy Mott på American Horror Story: Freak Show, den fjärde säsongen av FX-antologiserien American Horror Story där han var en återkommande karaktär. För sin prestation fick Wittrock en nominering för en Primetime Emmy Award för enastående biroll i en miniserie eller en film. Wittrock avslutade 2014 med att spela huvudrollen som flygvapnets bombardier Francis "Mac" McNamara från andra världskriget i Angelina Jolies biografiska krigsdramafilm Unbroken, som kretsar kring USA:s olympier och idrottare Louis "Louie" Zamperinis liv.
2015 markerade Wittrock sitt tredje samarbete med Murphy som modellen Tristan Duffy och skådespelaren Rudolph Valentino i den femte säsongen av American Horror Story. Även 2015 medverkade han i Adam McKays dramafilm The Big Short. 2016 hade Wittrock en liten roll i musikalen La La Land, regisserad av Damien Chazelle, som släpptes i december. Han medverkade som Cassio tillsammans med Daniel Craig och David Oyelowo i den Sam Gold-regisserade produktionen av William Shakespeares Othello, som började spelas den 12 december på New York Theatre Workshop.
2017 återvände Wittrock till Broadway, i den Sam Gold-regisserade produktionen av Tennessee Williams pjäs Glasmenageriet, med Sally Field och Joe Mantello. Pjäsen öppnade den 23 mars 2017 och stängdes den 2 juli 2017. Det året medverkade Wittrock även i Gillian Robespierres komedifilm Landline. 2018 spelade han kort skådespelaren Tim Matheson i David Wains komedi A Futile and Stupid Gesture.
I augusti 2018 spelade han med Kristen Stewart i musikvideon till indiebandet Interpols låt "If You Really Love Nothing".
Wittrock medverkade som Judy Garlands femte och sista make Mickey Deans i filmen Judy (2019), regisserad av Rupert Goold. I januari 2019 avslöjades det att Wittrock kommer att spela en huvudroll i den kommande Netflix-dramaserien Ratched, samt att han kommer medverka i ett avsnitt av American Horror Story: 1984.
I april 2021 hade Wittrock officiellt fått rollen som Guy Gardner för HBO Max live action-tv-serien baserad på Green Lantern.

## Privatliv
Den 18 oktober 2014 gifte Wittrock sig med sin långvariga flickvän Sarah Roberts i en privat ceremoni. I mars 2019 fick paret en son, Jude.

## Filmografi

### Filmer
| År   | Titel                               | Roll                   | Noter    |
| ---- | ----------------------------------- | ---------------------- | -------- |
| 2002 | Le Dernier Tour                     | Tigo                   | Kortfilm |
| 2004 | Halloweentown High                  | Cody Trainer           |          |
| 2010 | Twelve                              | Warren                 |          |
| 2014 | Winter's Tale                       | Gabriel                |          |
| 2014 | Noah                                | Young Tubal-cain       |          |
| 2014 | Unbroken                            | Francis "Mac" McNamara |          |
| 2015 | My All American                     | Freddie Steinmark      |          |
| 2015 | The Submarine Kid                   | Spencer Koll           |          |
| 2015 | The Big Short                       | Jamie Shipley          |          |
| 2016 | La La Land                          | Greg Earnest           |          |
| 2017 | Landline                            | Nate                   |          |
| 2017 | En midsommarnatts dröm              | Demetrius              |          |
| 2018 | A Futile and Stupid Gesture         | Tim Matheson           |          |
| 2018 | Write When You Get Work             | Jonny Collins          |          |
| 2018 | If Beale Street Could Talk          | Hayward                |          |
| 2019 | Locating Silver Lake                | Seth                   |          |
| 2019 | Plus One                            | Steve                  |          |
| 2019 | The Last Black Man in San Francisco | Clayton                |          |
| 2019 | Big Boy Pants                       | Kyle                   | Kortfilm |
| 2019 | Judy                                | Mickey Deans           |          |
| 2019 | Semper Fi                           | "Jaeger"               |          |
| 2021 | Long Weekend                        | Bart                   |          |
| 2021 | A Mouthful of Air                   | Ethan Davis            |          |
| 2022 | Deep Water                          | Tony Cameron           |          |
| 2022 | Luckiest Girl Alive                 | Luke Harrison          |          |
| TBA  | Louie                               | Young Roscoe           |          |
| TBA  | Downtown Owl                        |                        |          |

### Television
| År         | Titel                                                     | Roll                        | Noter                              |
| ---------- | --------------------------------------------------------- | --------------------------- | ---------------------------------- |
| 2003       | Cold Case                                                 | Eric Whitley 1976           | Avsnitt: "Look Again"              |
| 2003       | Cityakuten                                                | Thomas Yoder                | Avsnitt: "Missing"                 |
| 2004       | CSI: Miami                                                | Chad Van Horn               | Avsnitt: "Murder in a Flash"       |
| 2009–2011  | All My Children                                           | Damon Miller                | 112 avsnitt                        |
| 2011       | Torchwood: Miracle Day                                    | Danny                       | Avsnitt: "Rendition"               |
| 2012       | Harry's Law                                               | Jimmy Cormack               | Avsnitt: "New Kidney on the Block" |
| 2012       | Criminal Minds                                            | Harvey Morell               | Avsnitt: "True Genius"             |
| 2013       | Law & Order: Special Victims Unit                         | Cameron Tyler               | Avsnitt: "Wonderland Story"        |
| 2013       | Masters of Sex                                            | Dale                        | 4 avsnitt                          |
| 2014       | The Normal Heart                                          | Albert                      | TV-film                            |
| 2014–2015  | American Horror Story: Freak Show                         | "Dandy" Mott                | 12 avsnitt                         |
| 2015       | Deadbeat                                                  | Max                         | Avsnitt: "The Polaroid Flasher"    |
| 2015–2016  | American Horror Story: Hotel                              | Tristan Duffy               | 6 avsnitt                          |
| 2015–2016  | American Horror Story: Hotel                              | Rudolph Valentino           | 3 avsnitt                          |
| 2016       | American Horror Story: Roanoke                            | Jether Polk                 | 2 avsnitt                          |
| 2018       | The Assassination of Gianni Versace: American Crime Story | Jeffrey Trail               | 4 avsnitt                          |
| 2019       | Alternatino with Arturo Castro                            | Eddie                       | Avsnitt: "The Dreamer"             |
| 2019       | American Horror Story: 1984                               | Bobby Richter               | Avsnitt: "Final Girl"              |
| 2020       | Cake                                                      | Himself                     | Avsnitt: "Forbidden Love"          |
| 2020–nutid | Ratched                                                   | Edmund Tolleson             | 8 avsnitt                          |
| 2021       | American Horror Story: Double Feature                     | Harry Gardner               | 6 avsnitt                          |
| TBA        | Green Lantern                                             | Guy Gardner / Green Lantern | Kommande serie                     |